# Kopajhorod
Kopajhorod (ukrainisch Копайгород, russisch Копайгород Kopaigorod) ist eine Siedlung städtischen Typs im Westen der ukrainischen Oblast Winnyzja mit etwa 1200 Einwohnern (2018).

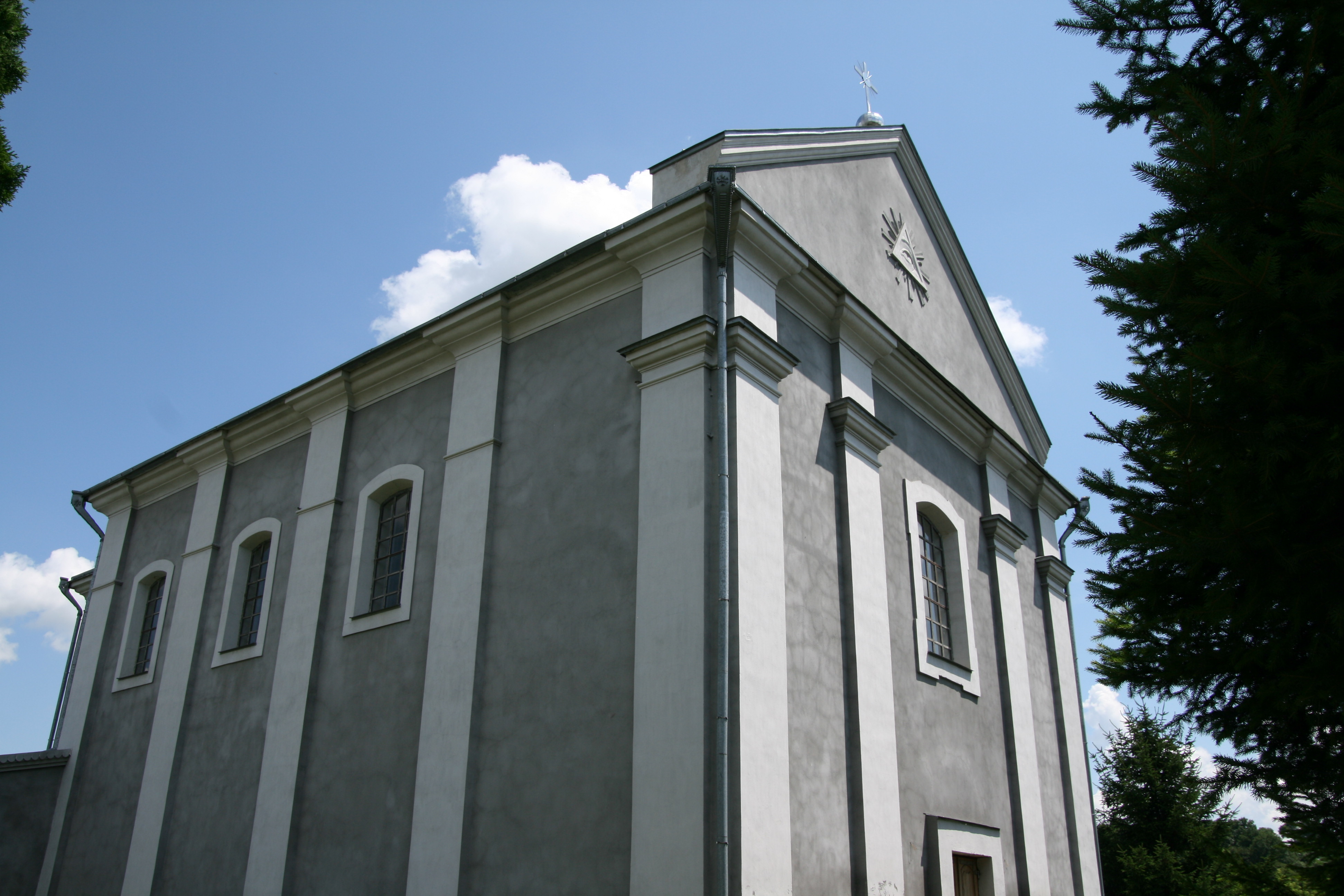
Katholische Heilig-Geist-Kirche in Kopajhorod

Kopajhorod wurde 1624 gegründet und besitzt seit 1956 den Status einer Siedlung städtischen Typs.
Die Ortschaft liegt am Ufer der Nemyja, einem 64 km langen Nebenfluss des Dnister 28 km südlich vom ehemaligen Rajonzentrum Bar und 80 km südwestlich von Winnyzja an der Territorialstraße T–02–29. Östlich der Siedlung verläuft Fernstraße M 21

## Verwaltungsgliederung
Am 29. Januar 2020 wurde die Siedlung zum Zentrum der neugegründeten Siedlungsgemeinde Kopajhorod (Копайгородська селищна громада/Kopajhorodska selyschtschna hromada), zu dieser zählten auch die 8 Dörfer Hrabiwzi, Karyschkiw, Lissowe, Perelisky, Poljowe, Schewtschenkowe, Schypynky und Ukrajinske sowie die Ansiedlung Kopaj, bis dahin bildete sie zusammen mit den Dörfern Perelisky, Schewtschenkowe, Schypynky und Ukrajinske sowie der Ansiedlung Kopaj die gleichnamige Siedlungsratsgemeinde Kopajhorod (Копайгородська селищна рада/Kopajhorodska selyschtschna rada) im Süden des Rajons Bar.
Am 12. Juni 2020 kamen noch die 11 in der untenstehenden Tabelle aufgelisteten Dörfer zum Gemeindegebiet.
Am 17. Juli 2020 kam es im Zuge einer großen Rajonsreform zum Anschluss des Rajonsgebietes an den Rajon Schmerynka.
Folgende Orte sind neben dem Hauptort Kopajhorod Teil der Gemeinde:
| Name                     | Name        | Name                            |
| ukrainisch transkribiert | ukrainisch  | russisch                        |
| ------------------------ | ----------- | ------------------------------- |
| Barok                    | Барок       | Барок                           |
| Hrabiwzi                 | Грабівці    | Грабовцы (Grabowzy)             |
| Hubatschiwka             | Губачівка   | Губачовка (Gubatschowka)        |
| Karyschkiw               | Каришків    | Карышков (Karyschkow)           |
| Kopaj                    | Копай       | Копай (Kopai)                   |
| Koscharynzi              | Кошаринці   | Кошаринцы (Koscharinzy)         |
| Lissowe                  | Лісове      | Лесовое (Lessowoje)             |
| Marjaniwka               | Мар’янівка  | Марьяновка (Marjanowka)         |
| Perelisky                | Переліски   | Перелески (Pereleski)           |
| Poljowe                  | Польове     | Полевое (Polewoje)              |
| Popiwzi                  | Попівці     | Поповцы (Popowzy)               |
| Prymoschtschanyzja       | Примощаниця | Примощаница (Primoschtschaniza) |
| Schewtschenkowe          | Шевченкове  | Шевченково (Schewtschenkowo)    |
| Schypynky                | Шипинки     | Шипинки (Schipinki)             |
| Selene                   | Зелене      | Зелёное (Seljonoje)             |
| Supiwka                  | Супівка     | Суповка (Supowka)               |
| Ukrajinske               | Українське  | Украинское (Ukrainskoje)        |
| Wereschky                | Верешки     | Верешки (Wereschki)             |
| Werchiwka                | Верхівка    | Верховка (Werchowka)            |
| Wolodijiwzi              | Володіївці  | Володиевцы (Wolodijewzy)        |